# Astragalus iliensis
Astragalus iliensis es una especie de planta del género Astragalus, de la familia de las leguminosas, orden Fabales.

## Distribución
Astragalus iliensis se distribuye por Kazajistán y Uzbekistán.

## Taxonomía
Fue descrita científicamente por Bunge. Fue publicada en Bull. Soc. Imp. Naturalistes Moscou 39(2): 20 (1866).